# Als meine Frau mein Chef wurde …
Als meine Frau mein Chef wurde … ist ein deutscher Spielfilm von Matthias Steurer. Der Film wurde am 1. Februar 2013 erstmals im Ersten ausgestrahlt.

## Handlung
Hanna und Martin sind eine glückliches Ehepaar mit einem elfjährigen Sohn namens Paul. Beide arbeiten als Abteilungsleiter in der Werft in Hamburg. Als Hanna zur Geschäftsführerin befördert wird, kommt es zu einer Ehekrise. Hanna stellt das Forschungsprojekt von Martin ein, da die Werft kurz vor der Pleite steht. Möller junior will die Werft an eine Heuschrecke verhökern.

## Produktion
Der Film wurde zwischen dem 28. Februar 2011 und 30. März 2011 gedreht.
Bei der Erstausstrahlung am 1. Februar 2013 hatte der Film eine Quote von 3,32 Mio. mit 10,2 % Marktanteil.

## Kritik
„Temperamentvoll wie eine Butterfahrt“

„Ebenso beiläufig wie konsequent verdichtetes Buch.“